# Мякинник
Мяки́нник (лат. Aplúda) — монотипный род травянистых растений семейства Злаки (Poaceae). Включает единственный вид — Мякинник безо́стый (Apluda mútica).

## Ботаническое описание
Однолетние травянистые растения с тонкими корнями, с основания ветвистые. Стебель 50—75 см высотой, приподымающийся, голый, гладкий. Листья узколанцетные, плоские, шершавые. Язычок до 2 мм длиной. расщеплённый.
Соцветие до 30 см длиной, с далеко отстоящими друг от друга пучочками колосков, окружёнными ланцетовидными прицветниками, состоящими из влагалищ верхних листьев. Колоски около 3,5—5 мм длиной, 1—2-цветковые, сизо-зелёные, всегда без остей. Цветение и плодоношение в июле—августе.

## Распространение и экология
Это политипный вид, широко распространенный преимущественно в тропической Азии. Острова Индийского океана (Мадагаскар, Маскаренские острова), Западная Азия (Оман, Сокотра), Средняя Азия (юг), Южная, Восточная и Юго-Восточная Азия, Австралия (Квинсленд), острова Тихого океана (Новая Каледония).
Растёт по берегам рек и арыков, в зарослях и вдоль лесных опушек, а также по влажным лугам.

## Применение
Даёт тонкую солому, пригодную для плетения шляп.